# Sint-Jozefkapel (Schilberg)

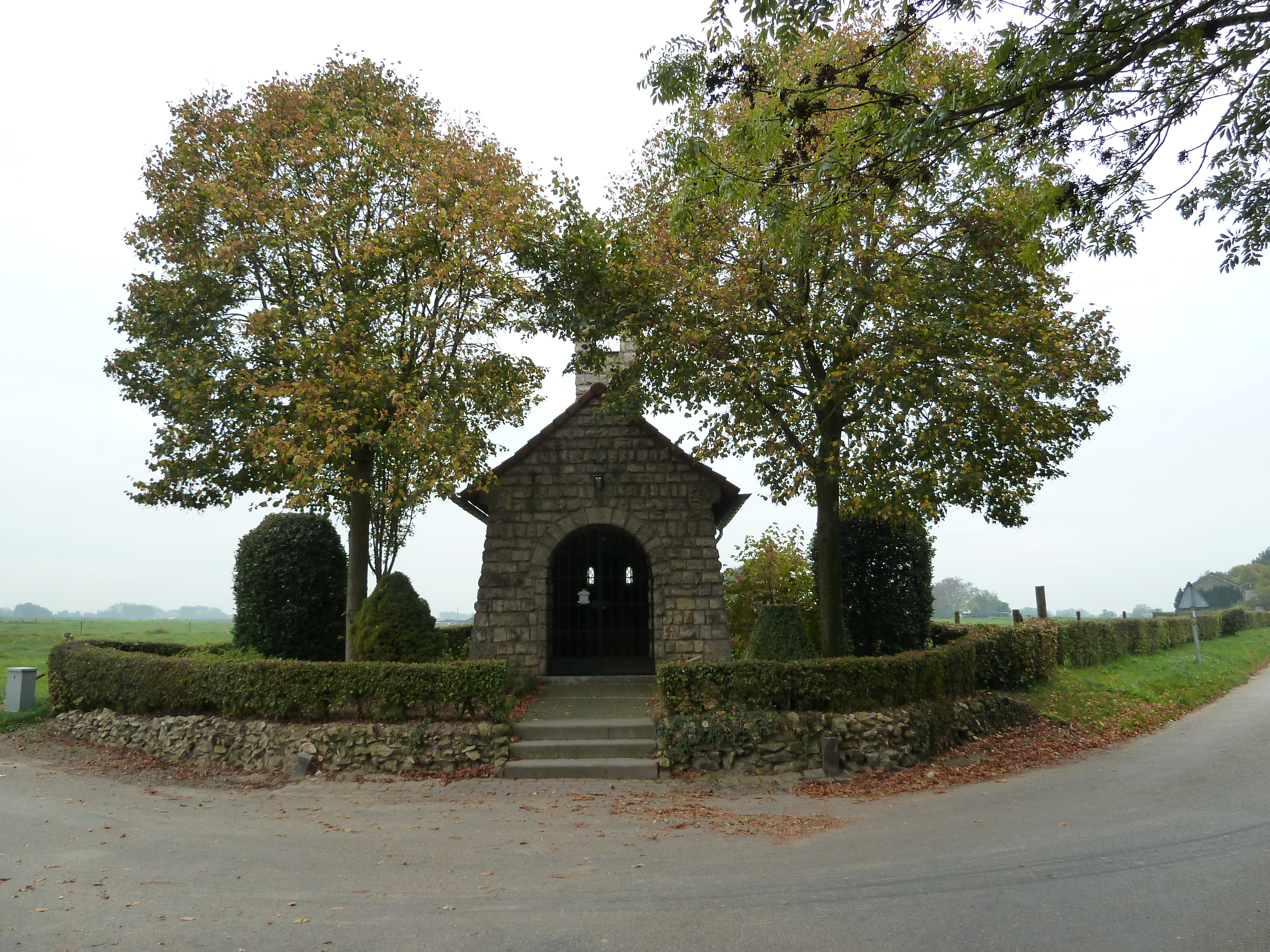
De Sint-Jozefkapel

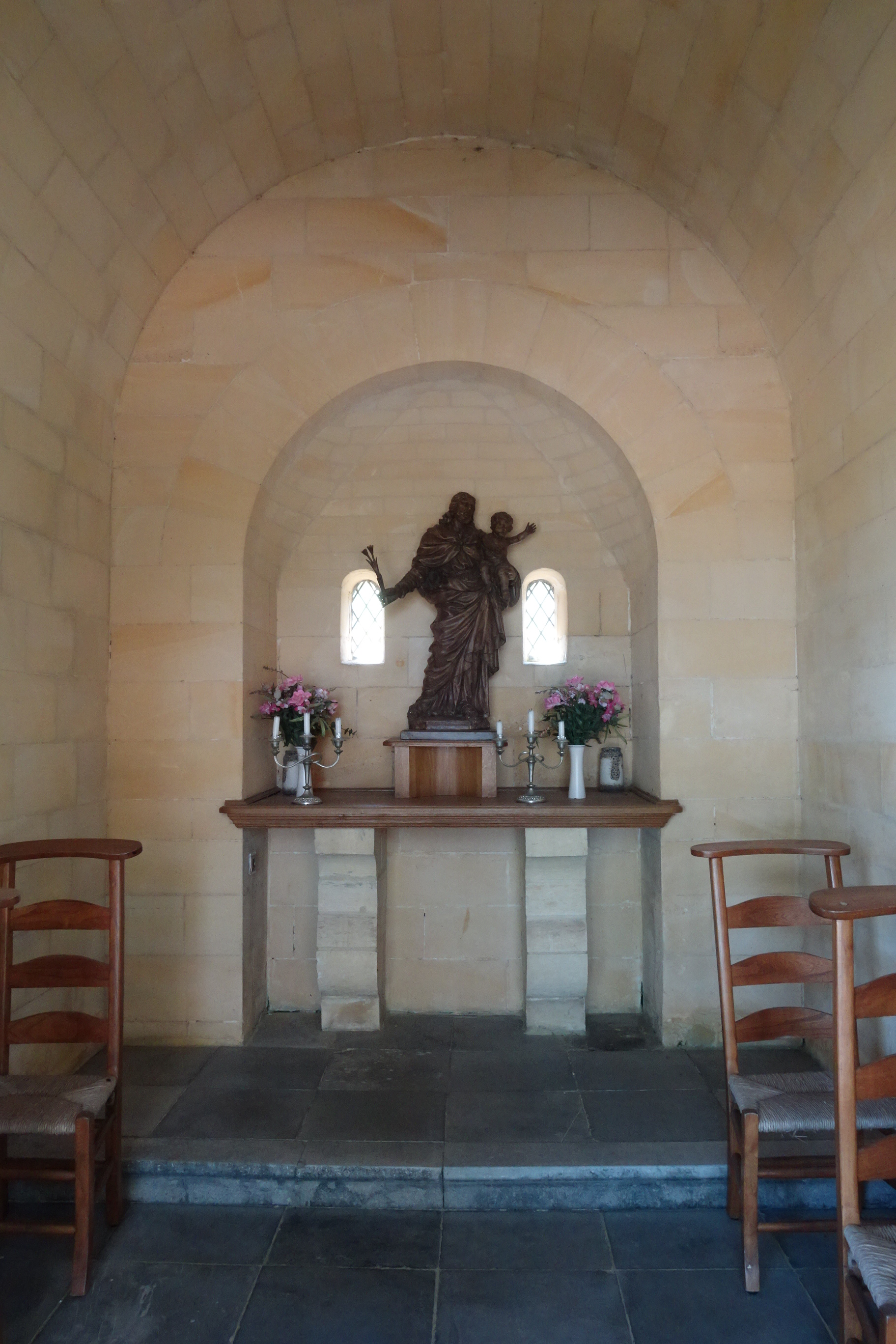
Interieur van de kapel

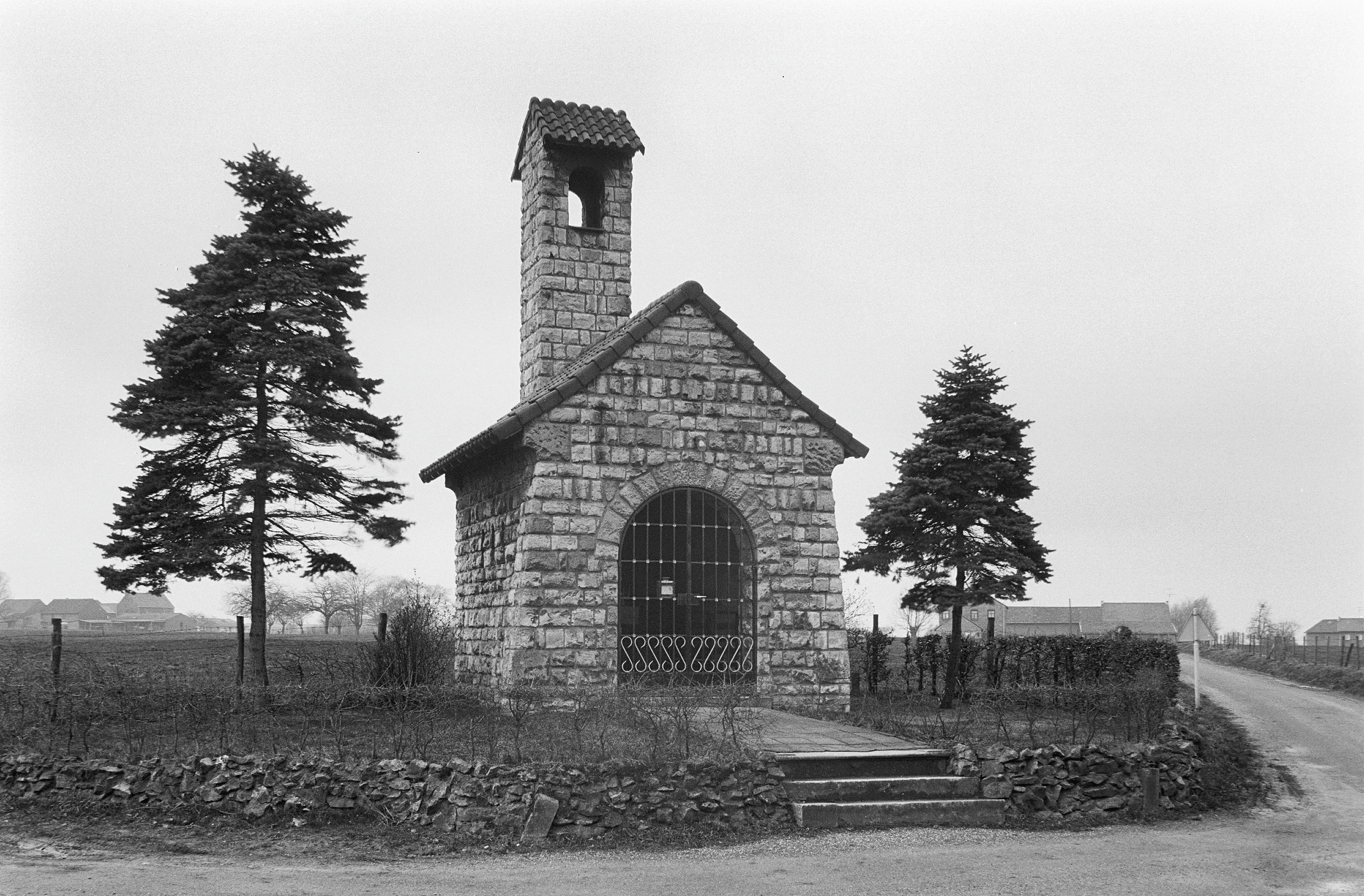
De kapel in 1946

De Sint-Jozefkapel is een kapel in Schilberg bij Slenaken in de Nederlands Zuid-Limburgse gemeente Gulpen-Wittem. De kapel staat aan de kruising van de wegen Schilbergerweg (van Slenaken naar Ulvend) en de Maastrichterweg (van Hoogcruts naar Nurop in België).
Op ongeveer 575 meter naar het oosten staat de Sint-Annakapel. Tegenover de kapel staan een wegkruis en een oude zwingelput.
De kapel is gewijd aan Jozef van Nazareth.

## Geschiedenis
In 1946 werd de kapel gebouwd door buurtbewoners als dank voor het goed doorstaan hebben van de Tweede Wereldoorlog. De architect van de kapel was Harry Koene.
In 2000 werd de kapel ingrijpend gerenoveerd. Op 12 juni 2000 werd de kapel opnieuw ingewijd.

## Bouwwerk
De open kapel is opgetrokken in kunradersteen op een rechthoekig plattegrond onder een zadeldak van rode pannen. Tegen de achterzijde van de kapel is een klokkentorentje gebouwd dat hoog boven de kapel uitsteekt en zelf een eigen zadeldak heeft in dwarse richting. Achter de kapel zijn aan weerszijden van het klokkentorentje kleine lessenaarsdaken aangebracht. De zijgevels wijken naar binnen en zijn voorzien van drie kleine rondboogvensters. Ook in de achtergevel zijn twee rondboogvensters aangebracht. De frontgevel bevat een rondboogvormige toegang die afgesloten wordt met een ijzeren hekwerk.
Van binnen is de kapel sober bekleed met gezaagd mergelsteen. In de achterwand is een grote rondboognis aangebracht waarin het altaar is geplaatst dat bestaat twee metselde zuilen met daarop het blad. Op het altaar is een houten beeld geplaatst van de heilige Jozef. In de rechterwand is een marmeren gedenksteen ingemetseld waarin een tekst gegraveerd is:

GESTICHT
DOOR DE PAROCHIANEN
. VAN SCHILBERG-SLENAKEN. 

M. Gubbels
AANNEMER

1946

Harry Koene
ARCH.